# سایجو، اهیمه
سایجو در استان اهیمه در کشور ژاپن واقع شده‌است که دارای جمعیت ۱۱۲٬۵۴۳ نفر و مساحت ۵۰۹٫۰۵ کیلومتر مربع با تراکم جمعیت ۲۲۱ نفر در کیلومترمربع است و در تاریخ ۱ نوامبر ۲۰۰۴ به عنوان شهر شناخته شد.